# 100’5 Das Hitradio
100,5 Das Hitradio., kurz auch 100,5 (ehemals 100'5 Das Hitradio.) ist ein Radiosender in Eupen, der seit 1998 für die Deutschsprachige Gemeinschaft Belgiens und im Westen von Nordrhein-Westfalen sendet. Reguliert wird das Programm nach belgischem Recht, er ist als regionaler Rundfunkanbieter dort lizenziert, obwohl er vornehmlich auf deutsches Publikum ausgerichtet ist. Eigentümer des Senders ist die belgische regioMEDIEN AG aus Eupen. Zu Beginn des Senders Ende der 1990er Jahre hielten der BRF 51 % und Radio Salü 49 % der Anteile, die Vermarkung fand über den WWF eine WDR-Werbetochter statt. Im Januar 1999 wurde Harald Gehrung neuer Geschäftsführer der zuvor bei Radio Salü beschäftigt war. Später wurden die Anteile neu verteilt. Die Deutschsprachige Gemeinschaft Belgiens hält über die Proma AG 40,8 % der Aktien. 10 % der Anteile liegen bei der PFD Pressefunk GmbH. Jeweils 5 % halten die Mediahuis Aachen GmbH und die Grenz-Echo AG. Die verbleibenden 39,2 % der Aktien hält Radio Salü in Saarbrücken. Die Vermarktung wird heute durch die regioMedien AG durchgeführt Geschäftsführer war bis Mai 2020 Oliver Laven, Chefredakteur ist Tim Gorgels. Von 1998 bis 2005 war Dieter Tappert u. a. in der Redaktion tätig. Er wurde einem größeren Publikum durch seine weit über 800 aufgezeichneten Scherzanrufe als Paul Panzer bekannt.

## Programm
100,5 Das Hitradio. spielt einen Musik-Mix mit vielen aktuellen Hits und Musik aus vergangenen Jahrzehnten. Bis zum 31. Dezember 2018 hatte der Radiosender den Slogan „Die Superhits der 80er, der 90er und das Beste von heute“, seit 2019 wurde der Claim auf „100,5 Das Hitradio. Läuft!“ geändert. Im Zug des Relaunchs wurde auch die Station-Voice geändert: Bisher war Ingo Albrecht die Stimme von 100,5, die Senderstimme ist nun Tobias Brecklinghaus. Einen Teil des Programms bilden außerdem die Nachrichten und Jingles. Alle 30 bzw. 60 Minuten wird eine live übertragene Nachrichtensendung gesendet, bei der regionale und überregionale Themen zu gleichen Anteilen den Inhalt bilden, der regionale Bezug wird gewährleistet. Ein geplantes Studio in Aachen wurde nicht umgesetzt, da man die belgische Sendelizenz nicht gefährden wollte. Es stehen politische und gesellschaftliche Informationen im Vordergrund. Die Sendungen werden immer fünf Minuten vor der vollen (zum Beispiel 13:55 Uhr) und fünf Minuten vor der halben Stunde (zum Beispiel 15:25 Uhr) gesendet. Bei den Autofahrern der Region sind Verkehrsmeldungen und besonders „die schnellsten Blitzreporter“ beliebt. Dort werden von Hörern Radarfallen dem Sender mitgeteilt und diese über den Äther gemeldet. Die Morningshow moderiert seit Mai 2021 Philipp Finkelmeier (bis Juni 2022 zusammen mit Julia Wendel, seit Januar 2024 mit Christina Greven), der zuvor im Rahmenprogramm von Radio NRW in Oberhausen tätig war. In den moderierten Sendestunden legt der Sender seinen Schwerpunkt auf Service-, Musik- und Unterhaltungsbeiträge. Zudem überträgt der Sender alle Spiele der Alemannia Aachen live im Alemannia-Livestream auf dashitradio.de.

## Moderatoren
- Philipp Finkelmeier (Dein Morgen)
- Christina Greven (Dein Morgen)
- Walter Schulz (Dein Nachmittag, Wochenende)
- Tobi Leder (Dein Vormittag, Dein Nachmittag, Wochenende)
- Katrin Barenschee (Dein Vormittag, Wochenende, Dein Nachmittag)
- Eiko Pate (Dein Vormittag, Dein Nachmittag)
- Max Schlösser (Wochenende)
- Sascha Kefferpütz (Wochenende)
- Yannick Böke (Wochenende)
- Marie Weidmann (Wochenende)

## Sendungen
| Sendung                                                           | Sendezeit           | Sendezeit       |
| ----------------------------------------------------------------- | ------------------- | --------------- |
| Dein Morgen von 6–10 mit Philipp Finkelmeier und Christina Greven | Montag – Freitag    | 05:55–09:55 Uhr |
| Dein Vormittag auf 100,5 Das Hitradio.                            | Montag – Freitag    | 09:55–13:55 Uhr |
| Dein Nachmittag auf 100,5 Das Hitradio.                           | Montag – Freitag    | 13:55–17:55 Uhr |
| 100,5 Das Hitradio. – Samstag                                     | Samstag             | 07:55–17:55 Uhr |
| 100,5 Das Hitradio. – Sonntag                                     | Sonntag             | 09:55–15:55 Uhr |
| Die 100,5 Top 20 Chart-Show                                       | Sonntag             | 15:55–17:40 Uhr |
| In The Mix                                                        | Montag – Donnerstag | 18:00–20:00 Uhr |
| In The Mix                                                        | Freitag und Samstag | 18:00–00:00 Uhr |

## Nachrichtensprecher / Nachrichten
- Daniel Nießen
- Tobias Leder
- Dominik Esser
- Eiko Pate
- Wenzel Zachner
- Fabian Flemmer

## Veranstaltungen
100,5 Das Hitradio. veranstaltet jährlich wiederkehrende Veranstaltungen:
- Die 100,5 Öcher Wiesn
- Die 100,5 Karnevalsparty „Im Hätze Jeck“
- Die 100,5 Halloween-Party im Schloss Rahe
- Diverse Veranstaltungen wie die „Ü30-Party“, „Back to the 90’s Party“ oder die „100,5 Silvesterparty“.

Eigene Veranstaltungen finden in Zukunft verstärkt in der 100,5 Arena statt. Der Radiosender hat im Juni 2016 die Namensrechte der ehemaligen Tivoli Eissporthalle erworben und wird in Zukunft während der eislauffreien Zeit dort seine Veranstaltungen abhalten.

## Zuhörer
Die Zielgruppe von 100,5 sind die etwa 1,1 Millionen deutschsprachigen Hörer im Sendegebiet im Alter von 29 bis 45 Jahren. Laut Media-Analyse der Arbeitsgemeinschaft Media-Analyse (ag.ma) hören täglich über 400.000 Menschen 100,5. In der COVID-19-Pandemie konnte die Hörerschaft auf 429.000 gesteigert werden. Damit ist er der meistgehörte Sender in der Deutschsprachigen Gemeinschaft und besonders im Südwesten Nordrhein-Westfalens. Die Dominanz des öffentlich-rechtlichen WDR ist im Sendegebiet recht groß und neben den Hochschulradios ist für Privatsender nur eine jeweilige lokale Sendelizenz durch die Landesanstalt für Medien Nordrhein-Westfalen auf UKW vergeben wurde. Ein landesweites Privatradio auf UKW, wie in anderen Bundesländern, gab es in NRW bis zur Entstehung von NRW1 im Jahr 2022 nicht. Jedoch ist der flächendeckende Empfang von NRW1 aus Mangel an freien, reichweitenstarken UKW-Frequenzen bisher nicht gegeben.

## Sendefrequenzen
Der Sender kann auf die Technik des Belgischen Rundfunk zurückgreifen und ist in der Euregio Maas-Rhein auf 100,50 MHz (Raeren-Petergensfeld, 20 kW, gerichtet) und 107,60 MHz (Amel / Medell-Köpp, 1 kW, gerichtet) sowie im Kabelfernsehnetz zu empfangen. Daneben wird das Programm auch via Livestream im Internet verbreitet. Der RDS-PS ist „100,5___“. Zugewiesene Frequenzen laut Belgischem Staatsblatt vom 19. Oktober 2004:
- Eupen, UKW 100,5 MHz: 6°E10′09″, 50°N39′13″, 20 kW
- Bütgenbach, UKW 94,4 MHz: 6°E11′47″, 50°N25′00″, 1,3 kW
- Honsfeld, UKW 107,6 MHz: 6°E16′30″, 50°N22′00″, 1 kW
- St. Vith, UKW 104,8 MHz: 6°E07′04″, 50°N17′36″, 2,5 kW

Am 23. Januar 2023 wurde in Belgien der DAB+ Kanal 8A genehmigt, der zur Versorgung von Ostbelgien ausgelegt ist. Ende September 2023 wurde die DAB+-Verbreitung beim Sender Raeren-Petergensfeld mit 2 kW Sendeleistung aufgeschaltet. Im Februar 2024 folgte der Sender Amel / Medell-Köpp mit 4 kW Sendeleistung. Damit wäre auch der Süden der Deutschsprachigen Gemeinschaft mit Digitalradio abgedeckt.